# Серники (гмина)
Серники (пол. Serniki) — сельская гмина (волость) в Польше, входит как административная единица в Любартувский повет, Люблинское воеводство. Население — 4878 человек (на 2004 год).

## Сельские округа
1. Бжостувка
2. Чернеюв
3. Нова-Весь
4. Нова-Воля
5. Серники
6. Серники-Колёня
7. Воля-Серницка
8. Воля-Серницка-Колёня
9. Вулька-Заблоцка
10. Вулька-Завепшицка

## Соседние гмины
1. Гмина Любартув
2. Гмина Недзвяда
3. Гмина Острув-Любельски
4. Гмина Спичин